# 李亚飞
李亚飞（1955年8月—），男，河北满城人，中华人民共和国官员。中国人民大学中共党史系中共党史专业本科、研究生毕业，法学硕士。

## 生平
1974年2月参加工作，任北京市运输公司汽车修理厂工人。1978年10月至1982年8月，在中国人民大学中共党史系中共党史专业学习。1982年8月至1983年9月，任中央教育行政学院教员。1983年9月至1986年7月，在中国人民大学中共党史系攻读硕士研究生。1985年5月加入中国共产党。1986年7月至1989年3月，任中共北京市委研究室干部、副处级调研员。
1989年3月至1991年4月，任国务院台办二组副处长。1991年4月至1992年1月，任中共中央台办、国台办综合局综合处副处长。1992年1月至1994年2月，任中共中央台办、国务院台办综合局综合处处长，海峡两岸关系协会研究部主任。1994年2月至1995年10月，兼任海峡两岸关系协会副秘书长。1995年10月至2000年7月，任中共中央台办、国务院台办综合局副局长。2000年7月至2006年6月，任中共中央台办、国务院台办综合局局长，海峡两岸关系协会秘书长。2006年6月至2009年4月，任中共中央台办、国务院台办主任助理兼综合局局长。2009年4月至2013年10月，任中共中央台办、国务院台办主任助理，海峡两岸关系协会执行副会长兼秘书长。2013年10月至2017年4月，任中共中央台办、国务院台办副主任兼海峡两岸关系协会副会长。